# Achille Solano
Achille (Lellè) Solano (Nicotera, 1º gennaio 1933 – Nicotera, 25 settembre 2012) è stato un archeologo italiano.

## Biografia e carriera
Si è laureato presso l'Università di Messina. Ha conseguito la specializzazione in "Topografia tardo-antica e alto medioevale. Si dedicò prevalentemente all'esplorazione e all'illustrazione archeologica della Calabria. 

### La sua attività
Ha fondato e diretto il Museo Civico e Archeologico ed il Museo di Petrografia e Mineralogia di Nicotera. Ha condotto e partecipato a molte campagne di scavo, scoprendo con il suo originale ed insolito intuito molti siti archeologici di notevole importanza storica. 

## Elenco degli scavi e delle scoperte
- La cava romana di granito a Nicotera
- La stazione paleolitica ad H. N. di San Calogero
- L'insediamento rupestre di Zungri
- Il casale fortificato di Marmo presso Piperno, in Lucania
- La Massa Nicoterana
- La chiesetta rupestre bizantina con reliquie di santo presso S. Gregorio d'Hippona
- La grotta di S. Cristina presso Filandari dal bio's di S. Elia lo speleota
- Il Codicillus pictus coriolensis